# Manteca
Manteca é uma cidade localizada no estado americano da Califórnia, no Condado de San Joaquin. Foi incorporada em 5 de junho de 1918.

## Geografia
De acordo com o United States Census Bureau, a cidade tem uma área de 46 km², onde 45,9 km² estão cobertos por terra e 0,1 km² por água.

### Localidades na vizinhança
O diagrama seguinte representa as localidades num raio de 16 km ao redor de Manteca.

## Demografia
Segundo o censo nacional de 2010, a sua população é de 67 096 habitantes e sua densidade populacional é de 1 461,13 hab/km². Possui 23 132 residências, que resulta em uma densidade de 503,74 residências/km².